# World Series 1914
Le World Series 1914 sono state l'11º edizione della serie di finale della Major League Baseball al meglio delle sette partite tra i campioni della National League (NL) 1914, i Boston Braves e quelli della American League (AL), i Philadelphia Athletics. A vincere il loro primo titolo furono i Braves per quattro gare a zero.
I "Miracle Braves", che si trovavano all'ultimo posto in classifica il 4 luglio, vinsero poi il pennant della National League con 10 1⁄2 gare di vantaggio. La squadra contava su un trio di lanciatori relativamente poco conosciuto, con un record in carriera combinato di 285 vittorie e 245 sconfitte, superato nettamente dalla rinomata rotazione degli Athletics (929–654) in tutte le quattro partite. Hank Gowdy ebbe una media battuta di. 545 (6 su 11) con 5 battute da extra base e 5 basi su ball, facendo la differenza per Boston in gara 1 e gara 3.

## Sommario

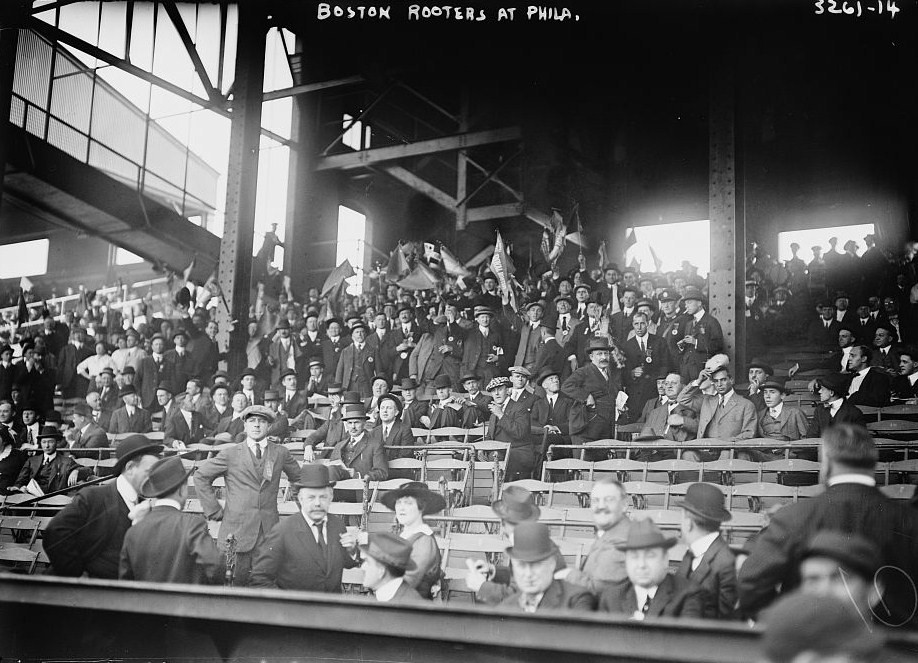
Tifosi di Boston a Filadelfia durante gara 1 delle World Series 1914

Boston ha vinto la serie, 4-0.
| Gara | Data       | Punteggio                                                 | Stadio      | Tempo | Pubblico |
| ---- | ---------- | --------------------------------------------------------- | ----------- | ----- | -------- |
| 1    | 9 ottobre  | Boston Braves – 7, Philadelphia Athletics – 1             | Shibe Park  | 1:58  | 20.562   |
| 2    | 10 ottobre | Boston Braves – 1, Philadelphia Athletics – 0             | Shibe Park  | 1:56  | 20.562   |
| 3    | 12 ottobre | Philadelphia Athletics – 4, Boston Braves – 5 (12 inning) | Fenway Park | 3:06  | 35.520   |
| 4    | 13 ottobre | Philadelphia Athletics – 1, Boston Braves – 3             | Fenway Park | 1:49  | 34.365   |

## Hall of Famer coinvolti
- Umpire: Bill Klem
- Braves: Johnny Evers, Rabbit Maranville
- Athletics: Connie Mack (man.), Frank Baker, Chief Bender, Eddie Collins, Herb Pennock, Eddie Plank